# Sanne-Kerkuhn
Sanne-Kerkuhn este o comună în Saxonia-Anhalt, Germania